# 斯蒂芬·马金瓦
斯蒂芬·阿约德勒·马金瓦（Stephen Ayodele Makinwa，1983年7月26日—），是一名尼日利亚足球运动员，现在效力于中国足球甲级联赛球队北京八喜。

## 俱乐部生涯
马金瓦在尼日利亚球队埃贝代伊接受足球训练，2000年被雷吉亚纳带到意大利并迅速租借至意大利足球丁级联赛球队科内利亚诺。2001年，意乙联赛球队科莫买入马金瓦50%的所有权，但马金瓦在2001/02赛季未能代表球队出场。2002年，他回到雷吉亚纳，以主力球员的身份参加意大利足球丙一级联赛。2003年8月，科莫从雷吉亚纳买入马金瓦另一半的所有权，并将他卖给另一支意乙球队热那亚。在2003/04赛季上半赛季，他被租借回科莫。2004年1月，马金瓦被转租至意甲联赛球队摩德纳，首次参加顶级联赛。
2005年1月，马金瓦以共有的形式加盟亚特兰大。虽然他在2004/05赛季下半赛季出场17次，射进6球，但亚特兰大最终还是降入意乙联赛。6月27日，亚特兰大买入马金瓦剩余的所有权。7月，他以750万欧元的身价转会加盟巴勒莫。 但他在巴勒莫只呆了一个赛季，2006年夏季，拉齐奥以330万欧元的价格买入马金瓦的一半所有权。一个赛季后，拉齐奥又以330万欧元买入另一半所有权，并和马金瓦签约5年。但之后马金瓦的状态下滑，之后先后被租借到雷吉纳、切沃和拉里萨等球队。2012年，马金瓦转投意丙一联赛球队卡拉莱塞。 
2013年7月11日，中国足球甲级联赛球队北京八喜宣布马金瓦正式加盟球队。

## 国家队生涯
2004年，马金瓦首次入选尼日利亚国家足球队。他曾代表国家队参加2006年非洲國家盃和2008年非洲國家盃。